# Alfred Le Bègue
Pour les articles homonymes, voir Le Bègue.
Alfred Le Bègue, né le 13 avril 1808 à Paris et mort le 9 novembre 1881  à Neuilly-sur-Seine, est un architecte français.
Il est le père de l’architecte Stephan Le Bègue et du photographe René Le Bègue, et le grand-père du photographe Paul Bergon.

## Biographie
Alfred Le Bègue entre en 1818 à l'école Royale gratuite de dessin puis étudie à l'école des beaux-arts de Paris, atelier Famin.

## Réalisations
Il réalise les travaux d'architecture suivants :
- Palais de la Nouveauté à Paris[4] ;

## Distinction
Il est membre correspondant de la société académique d'architecture de Lyon en 1875 et membre de la Société centrale des architectes français.